# ザ・バラード・オブ・ルーニー・ドリュー
「ザ・バラード・オブ・ルーニー・ドリュー」（The Ballad of Ronnie Drew）は、癌で闘病中だったThe Dublinersのルーニー・ドリューの意思により、その収益をアイルランド癌センターに寄付する目的で、U2以下アイルランドの大物ミュージシャンが集まってアイルランド限定で2008年にリリースされた曲。ルーニーはこの後、8月16日に亡くなった。

## 概要
ボノとアイルランドのバンド・Golden Hordeサイモン・カーモディが中心となって作曲。ちなみにボノとカーモディはルーニーのために「Drinkin' in the Day」という曲を書いたことがある。
参加しているのはU2のメンバー他、メアリー・ブラック、ポール・ブレディ、モイア・ブレナン（Clannad）、クリス・デ・バー、イーモン・キャンベル（The Dubliners）、パディ・ケイシー、アンドレア・コアー、メアリー・コクラン、ダミアン・デンプシー、クリスティ・ディグナン（Aslan）、ギャヴィン・フライデー、ボブ・ゲルドフ、グレン・ハンサード、ロバート・ハンター（USのシンガーソングライター）、ローナン・キーティング（Boyzone）、Kila、バーニー・マッケナ（The Dubliners）、マット・モロイ（The Bothy Band、Planxty、The Chieftains）、シェイン・マガウアン、Mundy、ジョー・エリオット（Def Leppard）、エレノア・マックヴォイ、シネイド・オコナー、デクラン・オルーク、ジョン・シーハン（The Dubliners）、Duke Special、パッシー・ウォッチョーン。
なおレコーディング当時、グレン・ハンサードはアカデミー賞授賞式に出席するためにアメリカに滞在していたため、レコーディングは電話越しに行われた。
この曲はアイルランド・チャートで1位に輝き、ザ・レイト・レイト・ショーでも披露された。

## PV
- 監督：ジョン・カーニー
- ロケ地：Windmill Lane Studios（ダブリン）
- 撮影日：2008年1月14日
- リリース日：2008年2月22日

監督は『ONCE ダブリンの街角で』のジョン・カーニー。